# Nepenthes attenboroughii
A Nepenthes attenboroughii é uma espécie de planta carnívora que mede até 1,5 m de altura, descoberta na região central das Filipinas.